# East Butte
Der ca. 2000 m hohe East Butte liegt im Bingham County beim Ort Atomic City im Südosten des US-amerikanischen Bundesstaats Idaho. Die genannten Berge sind weithin sichtbare Landmarken über der prärieartigen Ebene und dienten früher der Orientierung.

## Geologie
Der Berg besteht aus hartem und nur geringfügig verwittertem Rhyolith-Gestein und überragt die umliegende Ebene der Snake River Plain um ca. 370 m. Neben dem nahegelegenen Middle Butte und dem nur etwa 20 km Luftlinie (ca. 50 km Fahrtstrecke) entfernten Big Southern Butte gehört er zu den markanten Überresten der vor etwa 300.000 Jahren letztmals aktiven Vulkane im Gebiet der östlichen Rocky Mountains.